# Blanche Oelrichs

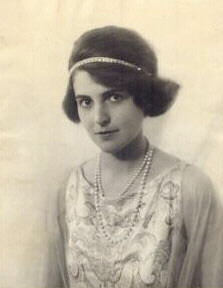
Blanche Oelrichs, um 1915

Blanche Marie Louise Oelrichs (* 1. Oktober 1890 in Newport, Rhode Island; † 5. November 1950 in Boston, Massachusetts) war eine US-amerikanische Dichterin, Drehbuchautorin und Theaterschauspielerin, die in der ersten Hälfte des 20. Jahrhunderts populär war.

## Leben
Blanche Marie Louise Oelrichs war die jüngste Tochter von vier Kindern des reichen Bergbaumagnaten Charles May Oelrichs und seiner Ehefrau Blanche Pauline Emilie DeLoosey. Neben den Familien der Astors, Vanderbilts, Rothschilds, Belmonts und Morgans gehörte deren Familie zu den «Four Hundred». Ihre Kindheit drehte sich um perfektes Benehmen und die gesellschaftliche Repräsentation. Sie wurde ausschließlich zu Hause von Gouvernanten und Tutoren mit Hilfe der väterlichen Bibliothek unterrichtet. Neben Geographie, Geschichte, Mathematik, Kunst, Tanz und Musik – lernte Blanche auch französisch.
Am 26. Januar 1910 heiratete Blanche Oelrichs auf dem Familienanwesen in Newport Leonard Moorhead Thomas (1889–1937), Sohn eines Bankiers aus Philadelphia. Aus der gemeinsamen Verbindung gingen zwei Söhne, Leonard Jr. (1911–1968) und Robin May (1915–1944), hervor. Nachdem ihr Ehemann den Abschluss an der Yale University bekommen hatte, ging er in den diplomatischen Dienst in Rom und in Madrid. Zur selben Zeit engagierte sich Blanche zusammen mit Anna Howard Shaw, Lucy Burns und Alice Paul, und einer Reihe anderer Frauen zwischen 1912 und 1920 im erfolgreichen Kampf um das Frauenwahlrecht in den USA. Sie organisierte Veranstaltungen und finanzierte auch die National American Woman Suffrage Association (NAWSA). Auch nach dem 19. Zusatzartikel zur Verfassung der Vereinigten Staaten, der den Frauen das Wahlrecht garantierte, blieb Blanche bis Mitte der 1920er Jahre frauenpolitisch aktiv. Neben der Politik fand sie auch die Liebe zur Literatur und Poesie, vor allem die Werke von Walt Whitman. Unter dem Pseudonym Michael Strange veröffentlichte sie ihren ersten Gedichtband (1916).
Blanche gehörte zu den ersten Mitgliedern der von Ruth Hale gegründeten Frauenorganisation Lucy Stone League, deren Ziel es unter anderem war, dass Frauen nach der Heirat ihren Geburtsnamen behalten können. Unter den Mitbegründerinnen waren unter anderem Jane Grant, Ehefrau von Harold Ross, und Beatrice Kaufman, Ehefrau des Dramatikers George Simon Kaufman. Weitere Mitglieder waren Neysa McMein, Janet Flanner, Franklin Pierce Adams, Solita Solano, Anita Loos und Fannie Hurst.
Durch ihre sozialen Aktivitäten lernte Blanche den aus einer Schauspielerdynastie stammenden John Barrymore (1882–1942) kennen und lieben. Nach ihrer Scheidung ging sie mit ihm eine erneute Ehe ein, aus der gemeinsamen Verbindung ging eine Tochter, Diana Blanche (1921–1960), hervor. Die Ehe mit Barrymore, der als manipulativer und krankhafter Egomane galt, scheiterte. Ein Jahr später heiratete sie den prominenten New Yorker Anwalt Harrison Tweed (1885–1969), die Ehe hielt bis 1942. 1940 lernte sie die Kinderbuchautorin Margaret Wise Brown kennen, mit der sie eine langjährige Affäre einging. Blanche Oelrichs starb an den Folgen einer Leukämie-Krankheit und wurde auf dem Woodlawn Cemetery in New York bestattet.

## Ehen
- 1910–1919 Leonard Moorhead Thomas; zwei Söhne
- 1920–1928 John Barrymore; eine Tochter
- 1929–1942 Harrison Tweed; kinderlos

## Broadway Produktionen, unter dem Pseudonym Michael Strange
- 1921 Clair de Lune
- 1926 Easter One Day More
- 1928 L’Aiglon

## Werke, unter dem Pseudonym Michael Strange
- 1916 Miscellaneous poems
- 1919 Poems
- 1921 Resurrecting Life
- 1928 Selected poems
- 1940 Who Tells Me True